# Geopyxis korfii
Geopyxis korfii ist eine Pilzart auf Brandstellen aus der Ordnung der Becherlingsartigen (Pezizales).

## Merkmale

### Makroskopische Merkmale
Geopyxis korfii bildet (tief) becherförmige Apothecien, die sitzend oder fast sitzend am Substrat wachsen und einen Durchmesser von 3 bis 20 Millimeter besitzen. Sie sind am Rand weißlich und irgendwie gezähnt. Die Fruchtschicht ist gelb, hell orange bis blass rosa-gelblich gefärbt. Das Receptaculum hat dieselbe Farbe oder etwas blasser und glatt.

### Mikroskopische Merkmale
Das äußere (ektale) Excipulum, also das Hyphengeflecht, dass den eigentlichen Fruchtkörper umgibt, besteht aus einer Textura angularis, also einem Parenchym-ähnlichen Gewebe. Es ist 30–83 μm dick, die Zellen sind mehr oder weniger isodiametrisch, mit einem Durchmesser von 11–30 μm, die Zellwände sind in den äußeren Schichten leicht verdickt. Das medulläre (sich im Mark befindliche) Excipulum besteht aus einer Textura intricata (ein Gewebe aus fädigen, stark miteinander verwobenen Hyphen), das 215–380 μm dick wird. Die Hyphen sind durchscheinend und 2–5, selten bis zu 7 μm breit. Das Subhymenium, also die Schicht unter der eigentlichen Fruchtschicht ist 20–30 μm, die Fruchtschicht selber 200–300 μm dick. Die beinahe zylindrischen Schläuche werden 195 bis 215 × 10 bis 12,5 µm groß, färben sich nicht mit Melzers Reagenz und enthalten jeweils acht, in einer Reihe (uniseriat) angeordnete Ascosporen. Diese selbst sind hyalin, ellipsoid oder breit ellipsoid geformt, mit sehr feinen, unregelmäßigen Warzen oder Rippen auf der Oberfläche, die manchmal unvollständig netzartig sein können und besitzen viele Öltropfen im jungen Zustand. Sie werden 12 bis 15 × 8 bis 10 μm groß. Die 1,5–2 μm breiten Paraphysen sind fadenförmig, und manchmal am Scheitel kurz gegabelt.

## Ökologie und Verbreitung
Geopyxis korfii wurde auf moosigem Boden zwischen 2400 und 2800 m Höhe gefunden. Die Art ist bisher nur aus dem Kreis Qilian in der Provinz Qinghai in China bekannt. Eine weitere Verbreitung ist aber nicht ausgeschlossen bzw. wahrscheinlich.

## Systematik
Geopyxis korfii wurde 2006 von chinesischen Mykologen Wen-Ying Zhuang erstbeschrieben. Der Artname ehrt den amerikanischen Mykologen Richard Paul Korf. Der Pilz ist eng mit dem Gemeinen Kohlenbecherling verwandt. Allerdings zeigen Untersuchungen aus dem Jahr 2016, dass er noch näher mit  Geopyxis  aleurioides und Geopyxis  majalis verwandt ist. Beide Arten haben kürzere und breitere Sporen.